# Unimak Island
Het Unimak Island is een eiland in het noorden van de Grote Oceaan in de Amerikaanse staat Alaska. Het eiland is het grootste en meest oostelijke eiland in de eilandketen van de Aleoeten voordat deze overgaat in het Alaska-schiereiland.
Het eiland ligt met de noordkust in de mariene ecoregio Oostelijke Beringzee, met de zuidkust in de mariene ecoregio Golf van Alaska en met de westkust in de mariene ecoregio Aleoeten.